# توتفيداس ليديكا
توتفيداس ليديكا (بالليتوانية: Tautvydas Lydeka)‏ مواليد 13 أكتوبر 1983 في الجمهورية الليتوانية السوفيتية الاشتراكية، هو لاعب كرة سلة ليتواني. بدأ مسيرته الاحترافية في سنة 2003. يلعب مع دينامو باسكت ساساري كلاعب وسط. يحمل الرقم 16.

## المسيرة الاحترافية
لعب مع دنيبرو من سنة 2005 إلى 2007، ثم لعب مع أوليمبياس باتراس في سنة 2007، ثم لعب مع إيجوكيا في سنة 2008، ثم لعب مع بالاكانسترو كانتو في الدوري الإيطالي من سنة 2008 إلى 2010، ثم لعب مع فيكتوريا يبرتاس بيزارو من سنة 2010 إلى 2012، ثم لعب مع كراسني كريليا في موسم 2012–2013، ثم لعب مع ليتوفوس رايتس في موسم 2013–2014، ثم لعب مع ليتكابليس في سنة 2014.

## روابط خارجية
- توتفيداس ليديكا على موقع كرة السلة الأوروبية.كوم (الإنجليزية)
- توتفيداس ليديكا على موقع ريلجم (الإنجليزية)
- توتفيداس ليديكا على موقع بروبوليرز (الإنجليزية)
- توتفيداس ليديكا على موقع سبورتس رفرنس (الإنجليزية)